# Black Hawk (líder Sauk)
Black Hawk, nascido Ma-ka-tai-me-she-kia-kiak (Sauk: Mahkatêwe-meshi-kêhkêhkwa) (1767 – 3 de outubro de 1838), foi um líder e guerreiro Sauk que viveu no que hoje é o Centro-Oeste dos Estados Unidos. Embora tivesse herdado de seu pai um importante fardo sagrado histórico, não era um chefe civil hereditário. Black Hawk ganhou seu status de chefe de guerra ou capitão por suas ações: liderando ataques e grupos de guerra quando jovem e depois um bando de guerreiros Sauk durante a Guerra de Black Hawk de 1832.
Durante a Guerra Anglo-Americana de 1812, Black Hawk lutou ao lado dos britânicos contra os Estados Unidos na esperança de expulsar os colonos americanos brancos do território de Sauk. Mais tarde, ele liderou um bando de guerreiros Sauk e Fox, conhecido como British Band, contra colonos brancos em Illinois e no atual Wisconsin durante a Guerra Black Hawk de 1832. Após a guerra, ele foi capturado pelas forças americanas e levado para o leste dos Estados Unidos, onde ele e outros líderes de guerra foram levados para um tour por várias cidades.
Pouco antes de ser libertado da custódia, Black Hawk contou sua história a um intérprete. Auxiliado também por um repórter de jornal, ele publicou a Autobiografia de Ma-Ka-Tai-Me-She-Kia-Kiak, ou Black Hawk, Abraçando as Tradições de sua Nação... em 1833. A primeira autobiografia de um nativo americano a ser publicada nos Estados Unidos, seu livro se tornou um best-seller imediato e teve várias edições. Black Hawk morreu em 1838, aos 70 ou 71 anos, no que hoje é o sudeste de Iowa. Ele foi homenageado por um legado duradouro: seu livro, muitos epônimos e outras homenagens.
Black Hawk morreu em 3 de outubro de 1838, após duas semanas de uma doença desconhecida. Ele foi enterrado na fazenda de seu amigo James Jordan, na margem norte do rio Des Moines, no condado de Davis.